# Universalobjektiv
Als Universalobjektiv bezeichnet man in der Fotografie ein fest eingebautes oder Wechselobjektiv, das für möglichst viele Aufnahmebedingungen genutzt werden kann und nicht für einen speziellen Einsatzzweck konstruiert wurde; der Begriff steht damit im Gegensatz zu den diversen Spezialobjektiven.
Typische Universalobjektive sind das so genannte Standard- oder Normalobjektiv und leichte Weitwinkelobjektive mit Brennweiten von 35 mm bis 55 mm beim Kleinbildformat als universelle Festbrennweiten sowie Zoomobjektive, die den Bereich vom leichten Weitwinkel bis zum leichten Tele abdecken.
Universalobjektive werden häufig im Paket zusammen mit einem Kameragehäuse verkauft; diese Objektive sind wegen der sehr hohen Stückzahlen relativ preiswert, was aber nicht zwangsläufig mit einer schlechten Bildqualität einhergehen muss. Während die typischen mitgelieferten Zoomobjektive für Kleinbildkameras meist eine relativ geringe Lichtstärke aufweisen (typischerweise um 1:3,5 bis 1:5,6) und oft eine nur einfachen Ansprüchen genügende Bildqualität aufweisen, findet man bei den Festbrennweiten sehr lichtstarke Modelle mit meist ganz ausgezeichneten Abbildungseigenschaften.
Erheblich kostspieliger sind hochwertige Universalzooms, die eine höhere und oft über den Brennweitenbereich konstante Lichtstärke aufweisen (typischerweise um 1:2,8) und eine bessere Verarbeitung und Bildqualität bieten.
Um den Anwendungsbereich noch zu erweitern, besitzen viele Universal-Zoomobjektive Einstellmöglichkeiten für Nah- oder Makroaufnahmen. Insbesondere bei kompakten Digitalkameras ist dabei aber mit allerlei gravierenden Bildfehlern zu rechnen, so dass diese Makrofunktionen beispielsweise schon für einfache Reproduktionen völlig ungeeignet sind und spezielle Makroobjektive nicht ersetzen können.
Eine eigene Kategorie unter den Universalobjektiven sind die sogenannten Superzooms (auch Reisezoom), die einen sehr großen Brennweitenbereich, bei Kleinbildkameras beispielsweise von 28 mm bis über 200 mm überdecken. Die kleinen Sensoren von Digitalkameras erlauben dabei zehnfache und größere Zoomfaktoren. Auch hier sind Makro-Funktionen Standard. Bei Superzooms müssen die Konstrukteure erhebliche Kompromisse eingehen, woraus sich gegenüber Festbrennweiten oder hochwertigen Zooms mit kleinerem Verstellbereich oft eine nur mäßige Bildqualität ergibt. Insbesondere findet man oft starke Verzeichnungen und Vignettierungen im Weitwinkelbereich und flaue Kontraste sowie mittelmäßige Schärfe im Telebereich, was dieser Objektivgattung die scherzhafte Bezeichnung Suppen-Zoom eingetragen hat.